# Boyunpınar, Çatak
Boyunpınar là một xã thuộc thành phố Çatak, tỉnh Van, Thổ Nhĩ Kỳ. Dân số thời điểm năm 2011 là 310 người.